# عبد الصبور مرزوق
عبد الصبور مرزوق هو كاتب مصري، ومدير رابطة العالم الإسلامي في مكة المكرمة. ولد عام 1924م، وتوفي في الواحد والعشرين من يناير عام 2008م.

## حياته
ولد الدكتور عبد الصبور مرزوق في عام 1924م بقرية بي العرب في مركز الباجور بمحافظة المنوفية، وأتم تعليمه قبل الجامعي بالأزهر ثم التحق بكلية دار العلوم في جامعة القاهرة، حيث تخرج فيها عام 1948م. وعمل فور تخرجه مذيعاً بالإذاعة المصرية وتقلد خلالها عدة مناصب، ولم يثنه العمل عن انشغاله بمواصلة دراساته العليا، فاستطاع الحصول على الماجستير بدرجة ممتاز عن موضوع «الخطابة في مصر منذ بداية إعلان الحماية البريطانية»، ثم الدكتوراه في موضوع «أدب ثورة 19 في مصر»، وعمل في التدريس بكلية دار العلوم في جامعة القاهرة، وتنقل في هذا المجال بين العديد من الجامعات في الدول الإسلامية والعربية.

## مؤلفاته
أثرى عبد الصبور مرزوق المكتبة الإسلامية بالعديد من المؤلفات في مجال الفكر والدعوة والأدب الإسلامي، ترجم معظمها إلى عدة لغات أجنبية، أهمها: كتاب «الإسلام والقران» و«مقولات ظالمة» و«معجم الأعلام والموضوعات في القرآن الكريم» و«نساء ورجال تحدث عنهم القرآن الكريم» و«حقائق في مواجهة شبهات المشككين» و«أدب الدعوة في عصر النبوة» و«السيرة النبوية في القرآن الكريم» و«عالمية الإسلام وإنسانيته.. رسائل إلي عقل الغرب وضميره».
| عنوان الكتاب                                                    | عدد الصفحات | تاريخ الإصدار  | دار النشر                        | لغة الكتاب |
| --------------------------------------------------------------- | ----------- | -------------- | -------------------------------- | ---------- |
| الخطابة السياسية في مصر من الاحتلال إلى إعلان الحماية           | 201 صفحة    | 1967م          | دار الكتاب العربي للطباعة والنشر | العربية    |
| القرآن والرسول ومقولات ظالمة: القسم الثاني                      | 96 صفحة     | 1998م          | المجلس الأعلى للشئون الإسلامية   | العربية    |
| منهجية التغيير الإجتماعي في القرآن الكريم                       | 120 صفحة    | 01 يناير 1998م | دار الرشاد للنشر والتوزيع        | العربية    |
| خادم القرآن والسنة: محمد فؤاد عبد الباقي - سلسلة دراسات إسلامية | 103 صفحة    | 2001م          | المجلس الأعلى للشؤون الإسلامية   | العربية    |
| السيد رسول الله صلى الله عليه وسلم وأباطيل خصومه                | 112 صفحة    | 2002م          | المجلس الأعلى للشؤون الإسلامية   | العربية    |
| الحداثة وما بعد الحداثة                                         | 368 صفحة    | 2003م          | دار الفكر                        | العربية    |
| نساء ورجال تحدث عنهم القرآن: القسم الأول                        | 149 صفحة    | 1999م          | المجلس الأعلى للشؤون الإسلامية   | العربية    |
| فلاحون وعمال في النضال الوطني                                   | 56 صفحة     |                | الدار القومية للطباعة            | العربية    |
| رسائل إلى عقل الغرب وضميره: عالمية الإسلام وإنسانيته            | 327 صفحة    | 01 يناير 2006م | الدار المصرية اللبنانية          | العربية    |
| حقائق الإسلام في مواجهة شبهات المشككين                          | 670 صفحة    | 2012م          | المجلس الأعلى للشؤون الإسلامية   | العربية    |
| معجم الأعلام والموضوعات في القرآن الكريم الجزء الأول            | 200 صفحة    | 2012م          | مكتبة الأسرة، دار الشروق         | العربية    |
| معجم الأعلام والموضوعات في القرآن الكريم الجزء الثاني           | 308 صفحة    | 2002م          | مكتبة الأسرة، دار الشروق         | العربية    |
| ثائر من الصومال - الملا محمد بن عبدالله حسن                     | 273 صفحة    | 2017م          | بيت المقدس                       | العربية    |

## المناصب
شغل الدكتور مرزوق العديد من المناصب منها عضو مجمع البحوث الإسلامية بالأزهر، بجانب عضويته في العديد من المنظمات والهيئات الدعوية والإسلامية في مصر وخارجها، حيث عمل مديراً في رابطة العالم الإسلامي في مكة المكرمة وأستاذاً لأدب الدعوة في جامعة الملك عبد العزيز.